# Бутка, Эрих
Эрих Бутка (нем. Erich Butka; 1 февраля 1944 — 20 августа 2017) — австрийский дзюдоист, чемпион (1965) и серебряный призёр (1964) первенств Европы среди юниоров, 9-кратный чемпион (1965—1971), серебряный (1964, 1972) и бронзовый (1963, 1975, 1976) призёр чемпионатов Австрии, бронзовый призёр чемпионатов Европы 1968 и 1969 годов, бронзовый призёр командного чемпионата Европы 1970 года, участник летних Олимпийских игр 1972 года в Мюнхене. Выступал в тяжёлой (свыше 93 кг) и абсолютной весовых категориях.
На Олимпиаде Бутка в первой же схватке проиграл канадцу Дугласу Роджерсу и занял итоговое 11-е место.